# Orlando (roman)
Pour les articles homonymes, voir Orlando.
Orlando (titre original Orlando: A Biography) est un roman de Virginia Woolf, paru en 1928.

## L'œuvre
Le livre se présente comme une biographie imaginaire et par moments parodique. Virginia Woolf elle-même le définit comme un « livret » ; et c'est un fait, cependant, qu'elle continue dans ce livre à expérimenter des formes de narration nouvelles pour l'époque, trois ans avant Les Vagues. Alors que dans des œuvres antérieures — par exemple Mrs Dalloway et La Promenade au phare — les expérimentations du récit se concentrent surtout dans le dépassement de la trame comme élément conducteur, Orlando présente au contraire une trame très élaborée qui se développe dans une aventure qui se prolonge sur quatre siècles.

Et pourtant le lecteur n'a pas l'impression d'avoir entre les mains un livre d'« aventures » grâce à la capacité de Virginia Woolf à peindre la psychologie, les sentiments et les relations des personnages en donnant l'impression que la trame vise à exalter ces aspects plutôt que ces personnages. L'élément central du roman est la figure androgyne d'Orlando, et l'œuvre laisse transparaître une analyse des rapports entre les sexes dans les sociétés anglaises des quatre siècles au long desquels s'articule l'intrigue, de la fin du XVIe siècle jusqu'en 1928, année où Virginia Woolf achève la rédaction du roman. Orlando, en effet, déjà androgyne et réfractaire à la société patriarcale au point de refuser, en tant que courtisan, toute proposition de mariage, change tout à coup de sexe au XVIIIe siècle en se réveillant femme.

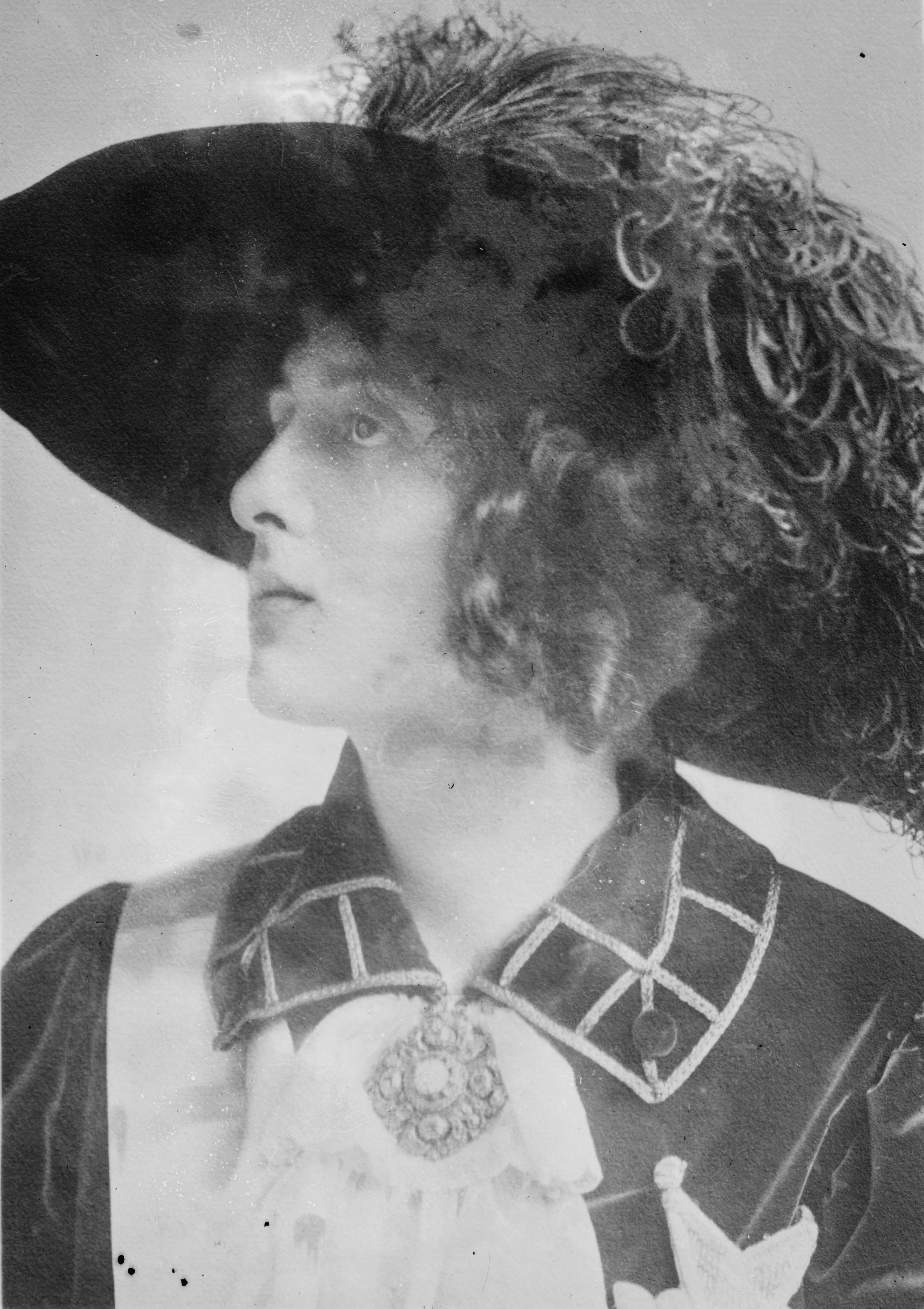
Vita Sackville-West durant la première moitié des années 1910, inspiration pour le roman et l'autrice

Le roman est dédié à la poétesse Vita Sackville-West, avec laquelle Virginia Woolf a entretenu une relation amoureuse, et le fils de Vita, Nigel Nicolson, a défini Orlando comme « la plus longue lettre d'amour de l'histoire ». On retrouve des éléments biographiques de l'inspiratrice (Vita Sackville-West, par exemple, avait coutume de sortir dans le monde en vêtements masculins, exactement comme Orlando). Virginia Woolf lui a d'ailleurs envoyé les épreuves avant de le publier.

## Résumé

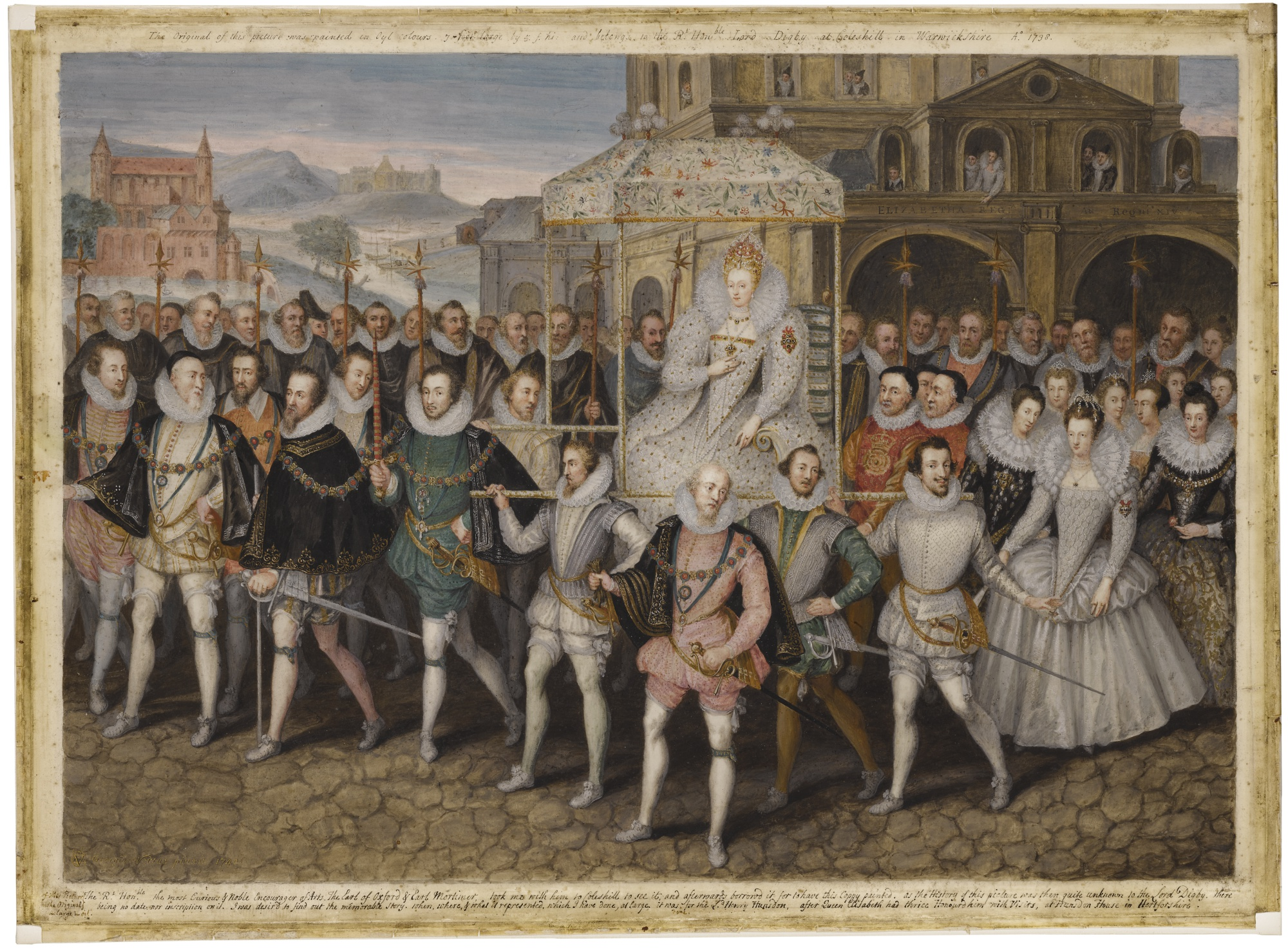
La Procession de la reine Élisabeth Ire (c. 1600), attr. à Robert Peake l'Aîné

Orlando est un jeune noble anglais ; lorsqu'il rencontre la reine Élisabeth Ire, elle décide de l'emmener à sa cour de Greenwich et, jusqu'à la mort de la reine, la vie d'Orlando est celle de son courtisan favori ; par la suite il reste à la cour de son successeur Jacques Ier.
Pendant le Grand Gel de 1608, Orlando tombe amoureux de Sasha, fille de l'ambassadeur de Russie, qui l'abandonnera. Revenu dans sa demeure natale, Orlando fait l'étrange expérience de s'endormir pendant une semaine, à la suite de quoi il décide de partir comme ambassadeur en Orient, à Constantinople. 
Là, au moment où il est anobli, une révolution se produit, et il refait la même expérience d'un sommeil d'une semaine, mais cette fois il se réveille femme. Dans son incarnation féminine, Orlando passe quelque temps en compagnie de Tziganes à partager leur vie nomade, en appréciant la condition des femmes dans ces tribus itinérantes, la jugeant plus libre qu'en Angleterre.
Elle n'en retourne pas moins à Londres, poussée par son amour pour la poésie, et par une vision. 
Son existence se partage alors entre la demeure natale, où elle a la possibilité de se consacrer à la poésie et de recevoir des poètes célèbres, et Londres, où elle fréquente indifféremment la bonne société et les prostituées.
Orlando trouve par hasard l'amour auprès de l'aventurier Lord Marmaduke Bonthrop Shelmerdine. Le roman se termine en 1928, très précisément « le jeudi 11 octobre 1928 », alors qu'Orlando est devenue une écrivaine à succès grâce au poème Le Chêne qu'elle a écrit et réécrit pendant une grande partie de sa vie et qui lui a valu un prix littéraire.

## Éditions
Édition originale en anglais
- Orlando: A Biography, Londres, Hogarth Press, 1928

Éditions françaises
- Orlando, (traduction de Charles Mauron), Paris Delamain et Boutelleau, 1931
- Orlando, (traduction de Catherine Pappo-Musard), dans Romans et nouvelles, Paris, LGF, « Le Livre de poche. La Pochothèque », 1993
- Orlando, (traduction de Jacques Aubert) dans Œuvres romanesques complètes, tome II, Paris, Gallimard, « Bibliothèque de La Pléiade », 2012

## Adaptations

### Roman
La romancière belge Jacqueline Harpman dans son ouvrage paru aux éditions Grasset Orlanda donne, à travers la narratrice, une autre interprétation du roman : ce serait en fait une autobiographie dans laquelle le changement de sexe d'Orlando correspondrait au passage de la puberté de l'auteur elle-même qui, de enfant garçon-manqué (on connaît la bisexualité de Virginia Woolf) se transforme en femme adulte mariée et romancière.

### Cinéma
- 1992 : Orlando, film britannique réalisé par la réalisatrice Sally Potter, librement adapté du roman de Woolf, avec Tilda Swinton. L'une des particularités du film est que le rôle de la reine Élisabeth Ire y est interprété, en travesti, par l'acteur et écrivain Quentin Crisp.
- 2023 : Orlando, ma biographie politique, documentaire expérimental réalisé par Paul B. Preciado, dans lequel Orlando est interprété par une multitude d'interprètes trans.

### Théâtre
En 1993, le metteur en scène Robert Wilson a adapté Orlando pour l'Odéon-Théâtre de l'Europe à Paris et le théâtre Vidy-Lausanne, avec Isabelle Huppert dans le rôle-titre.
En 2019, la metteure en scène Katie Mitchell (en) propose une nouvelle mise en scène, également à l'Odéon, avec la troupe de la Schaubühne.

### Opéra
- 2019 : Orlando, opéra d'Olga Neuwirth créé à l'Opéra d'État de Vienne.

### Bande dessinée
En 2010, le scénariste Alan Moore et le dessinateur Kevin O'Neill font d'Orlando l'un des membres de La Ligue des gentlemen extraordinaires pour la trilogie Century. Le personnage y conserve sa capacité de changer de sexe, mais celle-ci se manifeste de manière aléatoire. De plus, ses origines deviennent beaucoup plus anciennes, Orlando ayant alors vécu environ trois mille ans, et se révélant être un grand guerrier, ce qui suggère un rapprochement avec le personnage de Roland de La Chanson de Roland, ce dernier étant appelé également Orlando dans divers opéras.
En octobre 2013, Delphine Panique publie une adaptation libre en roman graphique, aux éditions Misma. L'album mêle références à la littérature et à la culture populaire, récits de voyage et inventions. Dans un style de dessin épuré, et un rythme narratif parfois contemplatif, parfois humoristique, cet album présente, sous la forme classique du roman initiatique, la quête identitaire d’Orlando.
En 2019, Rei Kawakubo, directrice de Comme des garçons, dédie son défilé de mode à « Orlando de Virginia Woolf ».